# Oleksander Usik
Oleksander Oleksandrovič Usik (ukrajinsko Олександр Олександрович Усик, latinizirano: Oleksandr Oleksandrovyč Usyk), ukrajinski boksar, * 17. januar 1987, Simferopol, Ukrajinska SSR.
Usik je nesporni prvak v poltežki in težki kategoriji. Med majem in junijem 2024 je bil nesporni svetovni prvak v težki kategoriji. Od leta 2021 je nosilec naslova Mednarodne boksarske organizacije in od leta 2022 nosilec naslova revije Ring.
Usik je prvi nesporni prvak v težki kategoriji po odvzemu naslova Lennoxu Lewisu 12. aprila 2000 in prvi težkokategornik v zgodovini, ki je imel naslove svetovnega prvaka vseh štirih glavnih boksarskih organizacij (Svetovna boskarska zveza (WBA), Svetovni boksarski svet (WBC), Mednarodna boksarska zveza (IBF) in Svetovna boksarska organizacija (WBO)). Pred tem je med 2018 in 2019 bil nesporni prvak v težki katerogiji in prvi nesporni prvak tako v težki kot poltežki kategoriji po Evandru Holyfieldu leta 1990.
Kot amaterski boksar je Usik osvojil zlato medaljo v težki kategoriji na svetovnem prvenstvu leta 2011 in olimpijskih igrah leta 2012. Zbral je rekord 335 zmag in 15 porazov. Leta 2013 je postal profesionalec in 2016 osvojil svoj prvi naslov svetovnega prvaka. Leta 2018 je v svoji 15. profesionalni borbi osvojil nesporni naslov prvaka v težki kategoriji in postal prvi ukrajinski nesporni prvak v zgodovini. Tri od njegovih štirih naslovov je osvojil na uvodnem turnirju svetovne boksarske super serije, na katerem je osvojil pokal Muhammada Alija, pa tudi naslov Ringa. Usika so ESPN, The Ring in Združenje ameriških boksarskih piscev razglasili za borca leta 2018.
Leta 2019 se je odrekel naslovom v poltežki kategoriji in se povzpel v težko kategorijo. Leta 2021 je Usik premagal prvaka v težki kategoriji Anthonyja Joshuo in osvojil naslove WBA, IBF, WBO in IBO. Naslove je branil v ponovnem boju proti Joshui leta 2022, medtem pa je osvojil prost naslov v Ringu. Maja 2024 je Uyik premagal Tysona Furyja in osvojil naslov WBC in nesporno prvenstvo v svoji drugi težnostni kategoriji, naslova pa je ubranil v povratnem dvoboju s Furyjem decembra istega leta.

## Dvoboji
| Dvoboji    | Dvoboji | Dvoboji   |
| 23 borb    | 23 zmag | 0 porazov |
| z nokavtom | 14      | 0         |
| po točkah  | 9       | 0         |
| ---------- | ------- | --------- |

| #  | Rezultat | Z - P | Nasprotnik        | Zaključek | Runda, čas    | Datum              |
| -- | -------- | ----- | ----------------- | --------- | ------------- | ------------------ |
| 23 | Zmaga    | 23-0  | Tyson Fury        | UD        | 12            | 21. december 2024  |
| 22 | Zmaga    | 22-0  | Tyson Fury        | SD        | 12            | 18. maj 2024       |
| 21 | Zmaga    | 21-0  | Daniel Dubois     | KO        | 9 (12), 1:48  | 26. avgust 2023    |
| 20 | Zmaga    | 20-0  | Anthony Joshua    | SD        | 12            | 20. avgust 2022    |
| 19 | Zmaga    | 19-0  | Anthony Joshua    | UD        | 12            | 25. september 2021 |
| 18 | Zmaga    | 18-0  | Derek Chisora     | UD        | 12            | 31. oktober 2020   |
| 17 | Zmaga    | 17-0  | Chazz Witherspoon | RTD       | 7 (12), 3:00  | 12. oktober 2019   |
| 16 | Zmaga    | 16-0  | Tony Bellew       | KO        | 8 (12), 2:00  | 10. november 2018  |
| 15 | Zmaga    | 15-0  | Murat Gassiev     | UD        | 12            | 21. julij 2018     |
| 14 | Zmaga    | 14-0  | Mairis Briedis    | MD        | 12            | 10. november 2018  |
| 13 | Zmaga    | 13-0  | Marco Huck        | KO        | 10 (12), 2:12 | 9. september 2017  |
| 12 | Zmaga    | 12-0  | Michael Hunter    | UD        | 12            | 8. april 2017      |
| 11 | Zmaga    | 11-0  | Thabiso Mchunu    | TKO       | 9 (12), 1:53  | 17. december 2016  |
| 10 | Zmaga    | 10-0  | Krzystof Glowacki | UD        | 12            | 17. september 2016 |
| 9  | Zmaga    | 9-0   | Pedro Rodriguez   | TKO       | 7 (12), 1:57  | 12. december 2015  |
| 8  | Zmaga    | 8-0   | Johnny Muller     | TKO       | 3 (12), 2:59  | 29. avgust 2015    |
| 7  | Zmaga    | 7-0   | Andrej Knjazev    | TKO       | 8 (12), 2:24  | 18. april 2015     |
| 6  | Zmaga    | 6-0   | Danie Venter      | TKO       | 9 (10), 2:29  | 13. december 2014  |
| 5  | Zmaga    | 5-0   | Daniel Bruwer     | TKO       | 7 (10), 2:55  | 4. oktober 2014    |
| 4  | Zmaga    | 4-0   | Cesar David Crenz | KO        | 4 (8), 2:19   | 31. maj 2014       |
| 3  | Zmaga    | 3-0   | Ben Nsafoah       | KO        | 3 (8), 1:43   | 26. april 2014     |
| 2  | Zmaga    | 2-0   | Epifanio Mendoza  | TKO       | 4 (6), 2:10   | 7. december 2013   |
| 1  | Zmaga    | 1-0   | Felipe Romero     | TKO       | 5 (6), 1:36   | 9. november 2013   |